# Fleckhai
Der Fleckhai (Galeus melastomus), auch Schwarzmaul-Katzenhai genannt, gehört zur Ordnung der Grundhaie (Carcharhiniformes) und zur Haifamilie Pentanchidae.

## Merkmale
Fleckhaie haben einen sehr schlanken Körper und werden maximal 90 Zentimeter lang. Sie sind von graubrauner Farbe mit einem Muster von dunklen Flecken, die Unterseite ist weiß. Die beiden, weit hinten stehenden Rückenflossen sind fast gleich groß. Die Brust- und Bauchflossen sind kurz und breit, die Afterflosse sehr lang.
Die Zähne sind klein mit einer Spitze und mehreren Nebenspitzen.

## Verbreitung

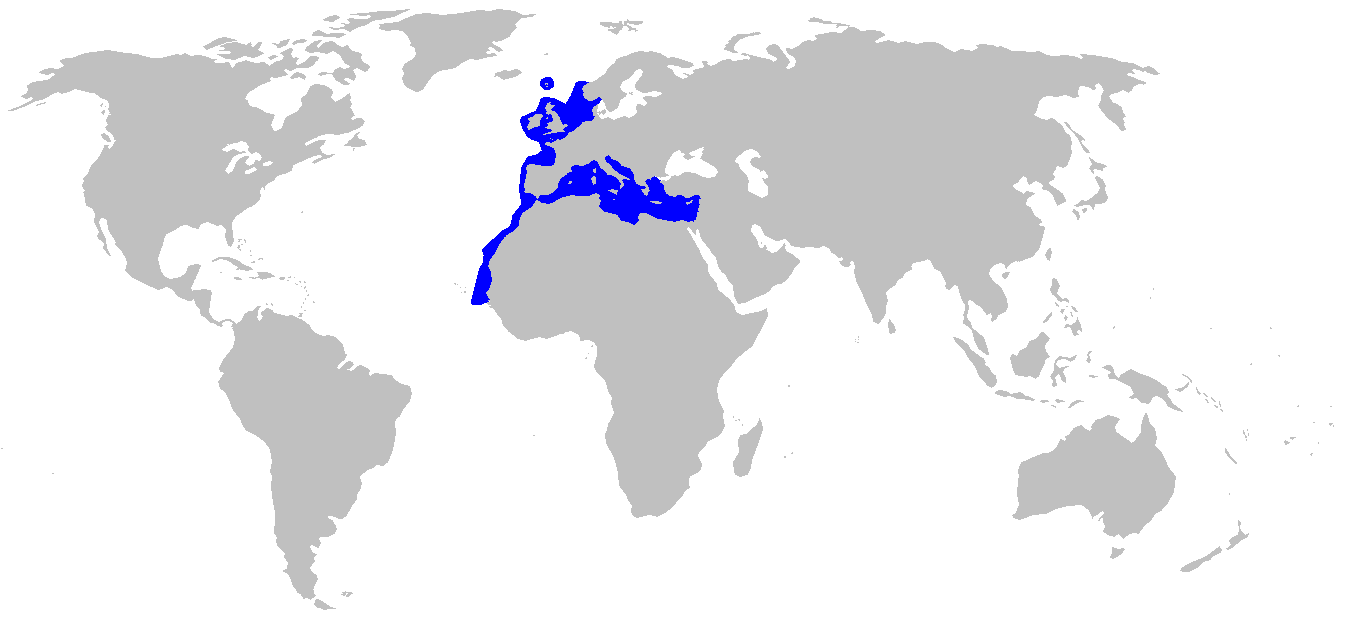
Verbreitungsgebiete des Fleckhais

Der Fleckhai lebt im östlichen Atlantik, von den Färöerinseln bis zum Senegal und im gesamten Mittelmeer. Sie halten sich bevorzugt am Meeresboden der Kontinentalhänge in Tiefen von 50 bis 1400 Metern auf.

## Lebensweise
Die Haie leben einzeln oder in größeren, nach Körpergröße getrennten Schwärmen. Sie ruhen oft auf dem Bodengrund und sind langsame Schwimmer. Knochenfische, Krebstiere, Kopffüßer, kleinere Knorpelfische, Salpen, Spritzwürmer und Aas bilden die Nahrung der Tiere. Fleckhaie legen 1 bis 14 Eikapseln aus denen 8 Zentimeter lange Jungfische schlüpfen.